# خانه شهید اول
خانه شهید اول مربوط به سدهٔ ۱۳ ه‍.ق است و در اصفهان، خیابان علامه مجلسی، کوچه ابواسحاقیه ـ کوچه مسجد جامع واقع شده و این اثر در تاریخ ۱۸ آذر ۱۳۵۴ با شمارهٔ ثبت ۱۱۶۵ به‌عنوان یکی از آثار ملی ایران به ثبت رسیده‌است.